# IC 1160
IC 1160 ist eine linsenförmige Galaxie vom Hubble-Typ SB0-a im Sternbild Serpens. Sie ist schätzungsweise 494 Millionen Lichtjahre von der Milchstraße entfernt.
Das Objekt wurde am 1. August 1891 von Stéphane Javelle entdeckt.